# مالكوم بوسي
مالكوم بوسي (بالإنجليزية: Malcolm Bosse)‏ (6 مايو 1926، ديترويت في الولايات المتحدة - 3 مايو 2002، نيويورك في الولايات المتحدة)؛ أستاذ جامعي، كاتب، كاتب للأطفال وروائي أمريكي.

## روابط خارجية
- مالكوم بوسي على موقع IMDb (الإنجليزية)
- مالكوم بوسي على موقع قاعدة بيانات الفيلم (الإنجليزية)